# Mailfence
Mailfence è un servizio di webmail basato sullo standard OpenPGP, che offre cifratura end-to-end e firma digitale. È stato lanciato nel novembre 2013 da ContactOffice Group, che dal 1999 gestisce un software di collaborazione online per professionisti, università e altre organizzazioni.

## Storia
A metà del 2013, il progetto Mailfence è stato avviato dai fondatori di ContactOffice. Nel Marzo 2016, l'azienda ha rilasciato la versione BETA pubblica della crittografia end-to-end e delle firme digitali per le e-mail.

## Funzionalità
A differenza di altri servizi di posta elettronica sicuri, Mailfence offre anche funzioni di calendario, contatti, messaggistica istantanea e scambio di documenti.

### Indirizzo E-mail
Il servizio offre POP/IMAP e Exchange ActiveSync e anche la possibilità di utilizzare il proprio nome a dominio. Gli utenti possono inviare e-mail in formato testo o rich text, ordinare i messaggi nelle cartelle e/o classificarli per categorie con etichette, firme automatiche, alias + indirizzamento.

### Contatti
I contatti supportano l'importazione (CSV, vCard, LDIF) e l'esportazione (vCard, CSV, PDF), la creazione e la modifica dei contatti. Gli utenti possono creare liste di contatti e organizzarle per tag.

### Calendario
Il calendario è compatibile con l'importazione e l'esportazione di vCal/iCal ed è accessibile tramite CalDAV. Gli utenti possono condividere il loro calendario con i membri del gruppo e creare sondaggi per facilitare le riunioni.

### Documentazione
Uno spazio di archiviazione per i documenti. Gli utenti possono spostare i file nelle cartelle e classificarli con i tag. I documenti possono essere modificati online e accessibili da WebDAV.

### Gruppi
I gruppi consentono agli utenti di scambiare documenti, contatti e ordini del giorno in modo sicuro. L'amministratore del gruppo gestisce i diritti di accesso dei vari membri del gruppo e può anche designare un altro membro come co-amministratore principale del gruppo.

### Client web-based
L'interfaccia web include client IMAP, POP3, CalDAV e WebDAV integrati. Gli utenti possono aggiungere account esterni e gestirli a livello centrale dall'interfaccia web.

### Gestione utenti
I proprietari degli account possono creare e gestire gli utenti tramite console di amministrazione.

## Posizione del server
Poiché i server di Mailfence si trovano in Belgio , Mailfence è legalmente al di fuori della giurisdizione degli statunitense. Mailfence non è quindi alle lettere top secret e di sicurezza nazionale (NSL) degli Stati Uniti. Secondo il diritto belga, qualsiasi richiesta di sorveglianza nazionale o internazionale, deve essere preventivamente approvata da un tribunale belga.

## Sicurezza e Protezione
Oltre alle tradizionali funzioni di sicurezza (SPF,13 DKIM, TFA,1415 antispasm), Mailfence offre le seguenti funzioni:

### Crittografia end-to-end
Il servizio utilizza un'implementazione open source di OpenPGP (RFC-4880). Le chiavi private vengono generate sul computer, crittografate (utilizzando AES-256) con la frase segreta dell'utente e poi memorizzate sul server. Il server non conosce mai la frase segreta dell'utente. Il servizio supporta anche la crittografia end-to-end tramite password con la possibilità di far scadere il messaggio.

### Firme digitali
Il servizio offre la possibilità di scegliere tra "firma" o "firma e crittografia" di un messaggio di posta elettronica con o senza allegati.

### Pacchetto di chiavi numeriche
Il servizio offre un server di chiavi per la gestione delle chiavi PGP e non richiede alcun modulo esterno/estensione. È possibile generare, importare o esportare le coppie di chiavi OpenPGP. Le chiavi pubbliche di altri utenti possono essere importante tramite file o testo online, oppure scaricate da Public Key Server.

### Piena interoperabilità OpenPGP
Gli utenti possono comunicare con qualsiasi servizio compatibile con OpenPGP.

## "Warrant Canary" e rapporto di trasparenza
Il servizio genera e mantiene aggiornato sia un rapporto di transparenza che un "Warrant Canary".